# Bernal (Querétaro)
Bernal (del Almeriense: Bernal ‘lugar de piedras o peñascos’) (en otomí: Ma'hando y en chichimeca jonaz: Ma'henda) es un pueblo del estado mexicano de Querétaro, localizado en el municipio de Ezequiel Montes, es conocido por estar localizado al pie de la Peña de Bernal , es considerado el tercer monolito más grande del mundo. Es parte del Bajío.

## Toponimia
Bernal o el pueblo de San Sebastián de Bernal, está identificado antiguamente como un asentamiento indígena chichimeca de Ma'hando al centro del estado, su significado es de origen otomiano y se traduce como Lugar del peñasco. 
El patrónimo de San Sebastián se obtuvo con la llegada y establecimiento de los colonizadores, durante la fundación de la parroquia de San Sebastián, por parte de los franciscanos, la localidad fue encomendada al santo patrón de San Sebastián de Bernal.

## Historia
El actual pueblo de Bernal, fue fundado en 1647 por el teniente Alonso Cabrera (apellido Almeriense donde se encuentra el peñón del Bernal original), que se transladaba, junto a los primeros pobladores del pueblo, de la población de Cadereyta para construir una población que resguardara a los pobladores de la zona de los constantes ataques de incursiones pames y chichimecas, durante gran parte de los siglos XVII y XVIII, Bernal fue considerado el límite sur de la Gran Chichimeca, vasta zona formada por el norte de los hoy estados de Querétaro y Guanajuato y gran parte de San Luis Potosí y Zacatecas, en donde grupos étnicos Chichimecas, Pames y Jonaces, luchaban contra los colonizadores.
La elección del lugar de la fundación se dio al considerársele seguro y elevado, desde donde se podía vigilar la zona, el primer edificio construido fue el cuartel en el cual se alojaron los soldados, posteriormente comenzaron a llegar más habitantes que fueron construyendo otros edificios. El cuartel fue sustituido por un presidio más elaborado, y luego fue construido el edificio gubernamental hoy conocido como las Casas Reales. Pronto Bernal comenzó a consolidarse como población y se construyeron la mayor parte de los edificios y casas coloniales hoy visibles, siendo uno de los pueblos más ricos arquitectónicamente del estado. 
En el año de 1725, se le dio el rango de congregación con el nombre de San Sebastián Bernal, y se construyó la actual iglesia de tres naves dedicada a San Sebastián, patrón del pueblo desde su fundación, cuya fiesta cada 20 de enero, es una de las principales celebraciones del pueblo actualmente.
Bernal tuvo durante el siglo XIX la categoría de cabecera municipal del municipio del mismo nombre, sin embargo, hacia 1921 el municipio fue suprimido y quedó incorporado al de Cadereyta de Montes, hasta el 8 de abril de 1941 en que por el decreto n.º 55 del Congreso de Querétaro fue constituido el municipio de Jalpan de Serra en el que quedó incorporado durante poco tiempo, hoy en día forma parte del municipio de Ezequiel Montes.

## Geografía

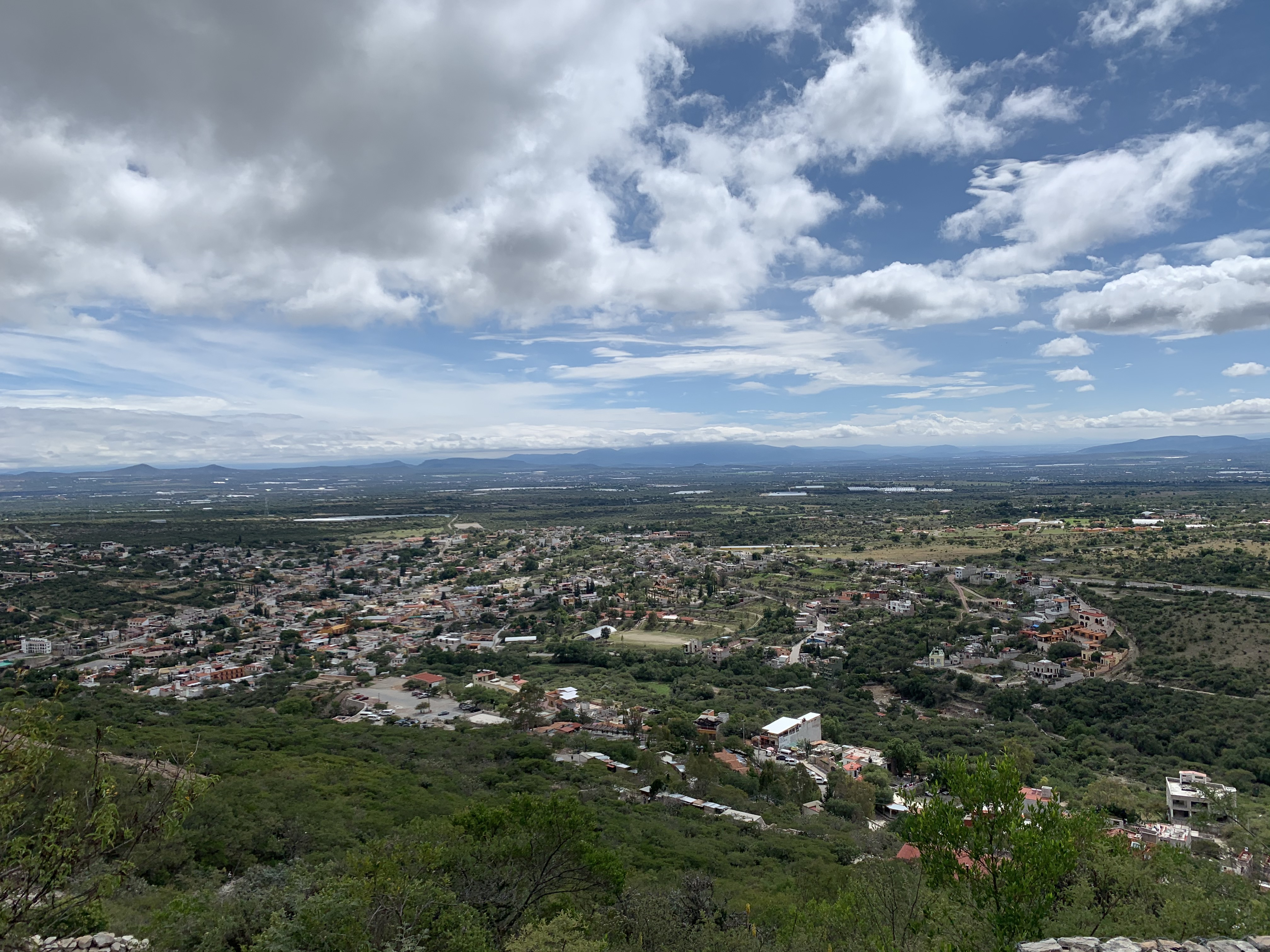
Bernal visto desde la Peña.

Bernal se encuentra a unos 52 kilómetros al noreste de la ciudad de Santiago de Querétaro, la capital del estado, con la cual se comunica a través de la carretera estatal 4 de Querétaro, de la cabecera municipal. Ezequiel Montes se encuentra aproximadamente a 20 kilómetros al sureste, comunicándose también por carretera, en Ezequiel Montes se enlaza a la carretera Federal 120 que conduce hacia el sur a San Juan del Río y hacia el norte a la Sierra Gorda al norte del estado y posteriormente a San Luis Potosí, hacia el norte la carretera estatal 4 une al pueblo con Tolimán.

### Clima
Bernal posee un clima semiseco, las lluvias caen principalmente en el verano. La nieve es rara en esta zona, aunque los cerros al noreste de la ciudad se han visto cubiertos con una ligera capa blanca de nieve.
| Parámetros climáticos promedio de Bernal | Parámetros climáticos promedio de Bernal | Parámetros climáticos promedio de Bernal | Parámetros climáticos promedio de Bernal | Parámetros climáticos promedio de Bernal | Parámetros climáticos promedio de Bernal | Parámetros climáticos promedio de Bernal | Parámetros climáticos promedio de Bernal | Parámetros climáticos promedio de Bernal | Parámetros climáticos promedio de Bernal | Parámetros climáticos promedio de Bernal | Parámetros climáticos promedio de Bernal | Parámetros climáticos promedio de Bernal | Parámetros climáticos promedio de Bernal |
| Mes                                      | Ene.                                     | Feb.                                     | Mar.                                     | Abr.                                     | May.                                     | Jun.                                     | Jul.                                     | Ago.                                     | Sep.                                     | Oct.                                     | Nov.                                     | Dic.                                     | Anual                                    |
| ---------------------------------------- | ---------------------------------------- | ---------------------------------------- | ---------------------------------------- | ---------------------------------------- | ---------------------------------------- | ---------------------------------------- | ---------------------------------------- | ---------------------------------------- | ---------------------------------------- | ---------------------------------------- | ---------------------------------------- | ---------------------------------------- | ---------------------------------------- |
| Temp. máx. abs. (°C)                     | 29.5                                     | 31                                       | 33                                       | 35.3                                     | 41                                       | 37                                       | 35                                       | 31.7                                     | 32.2                                     | 31                                       | 30                                       | 29                                       | 41                                       |
| Temp. máx. media (°C)                    | 23.5                                     | 25.4                                     | 28.8                                     | 32                                       | 36                                       | 32                                       | 31                                       | 31                                       | 29                                       | 25.5                                     | 26                                       | 23.2                                     | 36                                       |
| Temp. media (°C)                         | 17.2                                     | 16.2                                     | 19.1                                     | 19.5                                     | 20.5                                     | 21.3                                     | 20.6                                     | 20.7                                     | 18.3                                     | 18.4                                     | 18.6                                     | 15.5                                     | 17.2                                     |
| Temp. mín. media (°C)                    | 8.1                                      | 6.8                                      | 8.2                                      | 11                                       | 13                                       | 14                                       | 15                                       | 14                                       | 13                                       | 11                                       | 9                                        | 4.7                                      | 4.7                                      |
| Temp. mín. abs. (°C)                     | -10.6                                    | -5.1                                     | -0.7                                     | 2.6                                      | 5.2                                      | 5.5                                      | 4.0                                      | 8.1                                      | 4.5                                      | 2.3                                      | -0.5                                     | -2.0                                     | -10.6                                    |
| Precipitación total (mm)                 | 0.8                                      | 15                                       | 21                                       | 38                                       | 80                                       | 140                                      | 130                                      | 121                                      | 132                                      | 73                                       | 19                                       | 11                                       | 780                                      |
| [cita requerida]                         |                                          |                                          |                                          |                                          |                                          |                                          |                                          |                                          |                                          |                                          |                                          |                                          |                                          |

## Demografía
Los resultados del Conteo de Población y Vivienda de 2020 realizado por el Instituto Nacional de Estadística y Geografía dieron como resultado una población total de 3 962 habitantes, lo que la hace la tercera localidad más poblada de Ezequiel Montes, tras la cabecera municipal y Villa Progreso. 

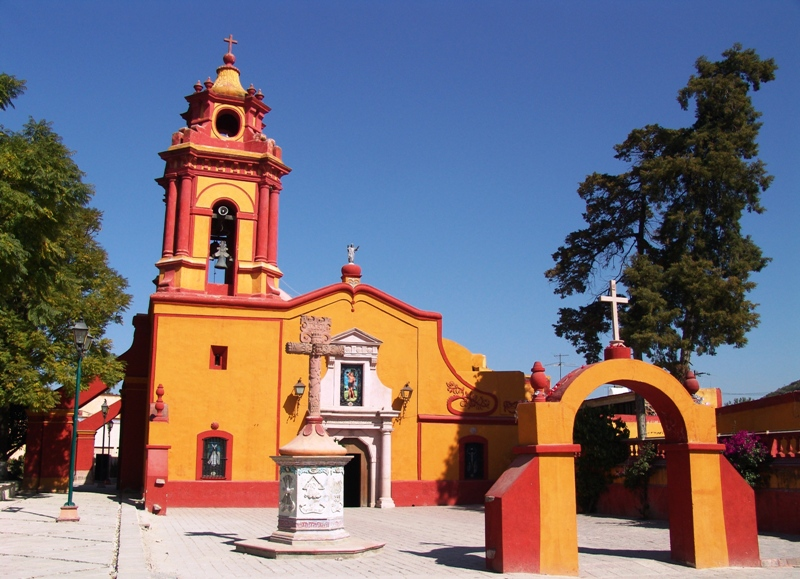
La parroquia de San Sebastián en el Mágico Pueblo de Bernal.

## Economía
La economía de Bernal se basa en la producción artesanal y en el turismo. Una de las expresiones de las manos bernalenses son los artículos de lana elaborados rústicamente en telares de más de 100 años, como rebozos, tapetes, cojines, chamarras y cobertores. El pueblo ha sido catalogado de interés turístico como Pueblo Mágico del estado.
La agricultura es otra de las actividades económicas, los bernalenses cosechan maíz, sorgo, trigo, forrajes y frutas a corde a la temporada de lluvias y algunas parcelas son irrigadas por riego, del ejido de Ezequiel Montes. También existe la ganadería en esta localidad.

## Cultura

### Gastronomía
De igual forma, destacan los típicos dulces de leche y la fruta cristalizada.
Deléitate con los platillos preparados en cazuelas de barro y fogones rústicos, las deliciosas enchiladas serranas con cecina, los nopales santos o la barbacoa de borrego tapada con pencas de maguey. Lo típico de Bernal son sus tradicionales gorditas de maíz quebrado, la típica nieve de guamishi caseras, que desde hace años se es conocida y a quien la prepara desde hace más de 50 años el Sr. Crecente Camacho Campos (DON CHENCHO). Y los ya típicos chicharones con cueritos que llevan una rica salsa casera herencia de doña Carmela Salinas (+).

### Fiestas y ferias

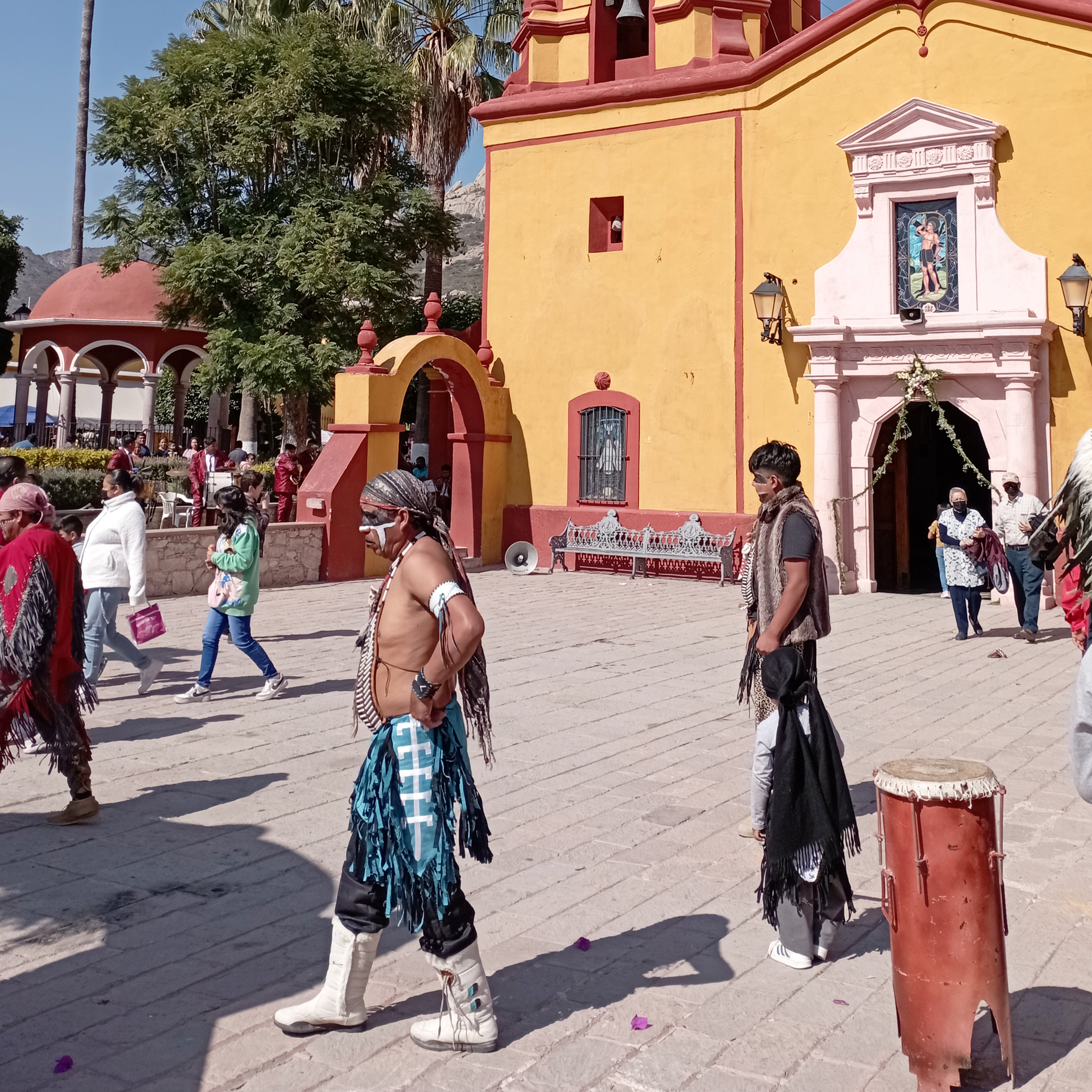
Danzantes chichimecas en Bernal.

Equinoccio de Primavera Festividad celebrada del 19 al 21 de marzo en la peña, donde se congregan miles de visitantes para cargarse de la energía que emana el colosal monolito. Además, se presenta un programa artístico y cultural tendiente a escenificar ritos prehispánicos. Fiesta de la Santa Cruz Esta fiesta se lleva a cabo del 1 al 5 de mayo; los pobladores suben hasta la cima de la peña, donde colocan una cruz, la cual perdura todo el año. Igualmente, se lleva a cabo un maratón y un concurso de máscaras artesanales; las ganadoras son exhibidas en el museo de la Máscara.
La feria principal de Bernal es dedicada al patrono de este pueblo San Sebastián Mártir donde se celebra con algunas procesiones y eventos musicales del 11 al 20 de enero.

### El Castillo
Este inmueble de tipo virreinal, construido en el siglo XVII, es uno de los más importantes en la historia política de Bernal. En su torre frontal se distingue un bello reloj de origen alemán, el cual fue colocado para conmemorar el inicio del siglo XX. Actualmente, este edificio alberga las oficinas de la Delegación municipal.

### Capilla de las Ánimas
Esta capilla, también conocida como las Animitas, data del siglo XVIII y fue edificada en honor de todas las ánimas del purgatorio. Su atractivo diseño se debe a las pequeñas dimensiones de su atrio y altar. Cuenta con un teatro al aire libre y un parque donde los visitantes pueden tomar, además de un descanso, magníficas fotografías.

### Capilla de la Santa Cruz
La capilla dedicada a la Santa Cruz, a quien los bernalenses veneran con gran devoción, fue construida entre los siglos XVIII y XIX. La tradición marca que los peregrinos deben llegar al atrio de rodillas bajo el sol, como pago de una deuda celestial.
Templo de San Sebastián Mártir
Su construcción inició en 1700 y concluyó en 1725. No tiene un estilo definido; sin embargo, en la torre campanaria se puede apreciar la mano del artista indígena. Además, recientemente fueron colocados varios vitrales dignos de admirar.

### Otros

Calle del Mágico Pueblo de Bernal.

Una excelente manera de disfrutar Bernal es recorrer sus hermosas calles, visitando las primeras casonas construidas durante el siglo XVII. La Oficina de Turismo ofrece dos recorridos; el primero, relata la historia del pueblo y la geología de la peña; el segundo, narra la fundación de Bernal y la procesión de las Ánimas.
Es muy conocido el circuito de monumentos históricos, como el Castillo del siglo XVII que cuenta con un gran reloj de origen alemán, colocado para recibir la llegada del siglo XIX.
Otra construcción muy importante es la capilla de las Ánimas, construida en el siglo XVIII en honor a las almas del purgatorio.